# بادنجان
بادنجان یا بادمجان یا باتنگان، گیاهی خوراکی از تیرهٔ بادنجانیان است که یک گل هست. به نظر می‌رسد که این گیاه بومی هندوستان بوده است. این گیاه در تمام مناطق گرمسیری و نیمه‌گرمسیری رشد می‌کند. ارتفاع آن به ۴۰ تا ۱۵۰ سانتی‌متر نیز می‌رسد.

## توصیف

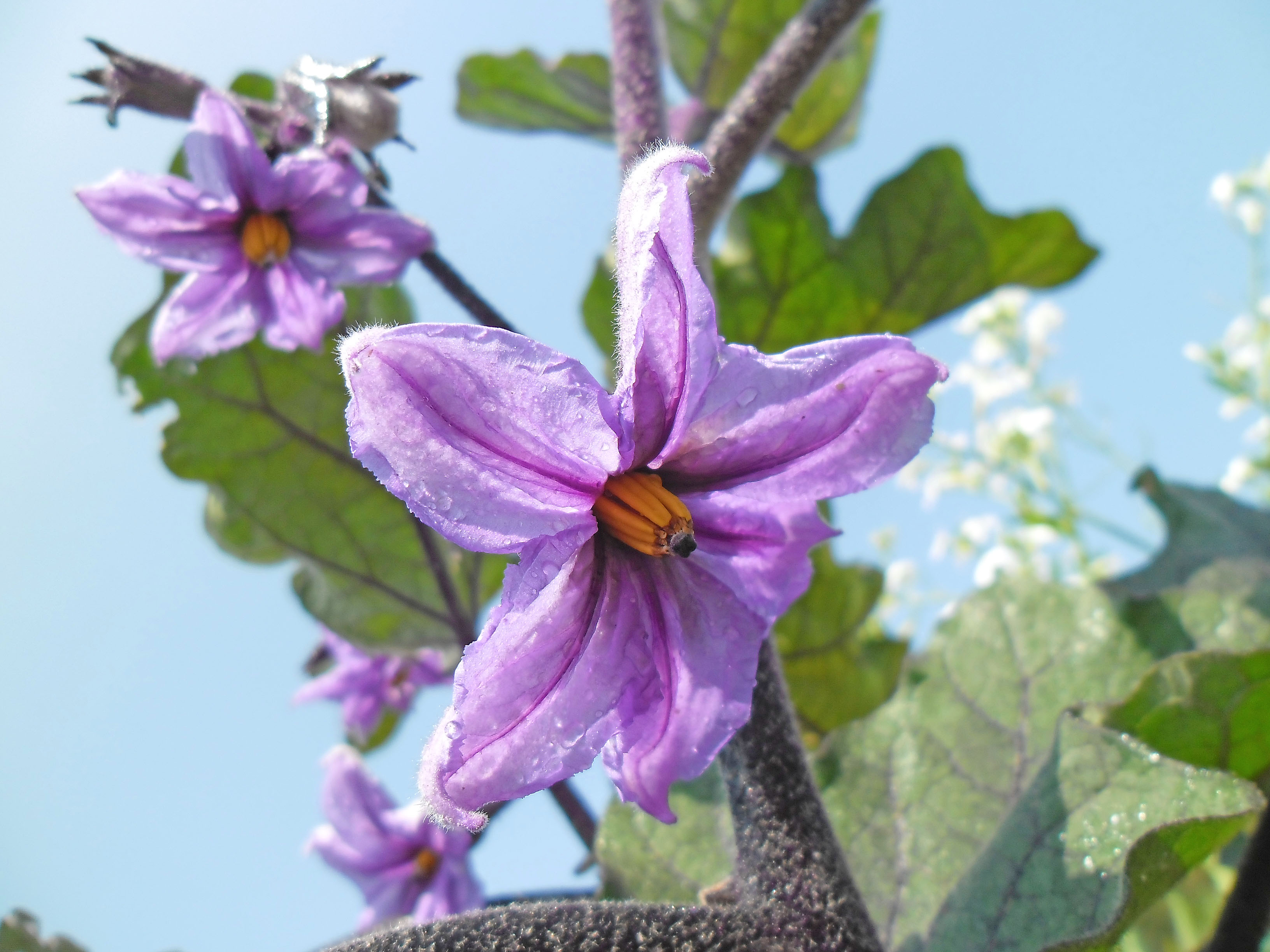
نمای نزدیک از یک گل بادنجان

بادنجان گیاه ظریف پایا و گرمسیری است که اغلب به عنوان یک گیاه حساس و نیمه مقاومِ یک‌ساله در مناطق معتدل کاشته می‌شود. ساقه اغلب خاردار است. گل بادنجان به رنگ سفید تا بنفش و دارای پنج گلبرگ و پرچم‌هایی به رنگ زرد است.
گیاه تا ارتفاع ۴۰ الی ۱۵۰ سانتی‌متر رشد می‌کند. برگ‌های بزرگِ زبر و دندانه‌داری دارد که ۱۰ الی ۲۰ سانتی‌متر طول و ۵ الی ۱۰ سانتی‌متر عرض دارند. بادنجان‌های نیمه‌وحشی می‌توانند بیشتر تا ۲۲۵ سانتی‌متر رشد کنند و طول برگ آن‌ها به بیش از ۳۰ سانتی‌متر و عرض آن‌ها به ۱۵ سانتی‌متر برسد. در گیاهان وحشی (خودرو)، بادنجان کمتر از ۳ سانتی‌متر قطر دارد، اما در انواع اهلی و کشت‌شده طول میوه بسیار بزرگ‌تر و تا ۳۰ سانتی‌متر یا بیشتر است. میوه تخم‌مرغی شکل، براق و بنفش گوشتی سفید و بافتی گوشتی دارد. هنگام بریدن بادنجان، سطح بریده‌شده به‌سرعت به رنگ قهوه‌ای در می‌آید.
بادنجان از نظر طبقه‌بندی گیاه‌شناسی بین سته‌ها قرار گرفته است. این گیاه دارای تخم‌های نرم و کوچک زیادی است که علی‌رغم خوردنی بودن تلخ هستند چون مانند تنباکو دارای آلکالوئید نیکوتین هستند.

## ریشه نام
گفته می‌شود بادمجان از زبان سانسکریت (هندی) گرفته شده است. این واژه در زبان سانسکریت به صورت «واتین جاناه» یا «باتین جاناه» به معنی «ضد باد» به کار می‌رفته که با ورود به زبان فارسی به «بادین جاناه» تبدیل شده و به تدریج به «بادمجان» یا «بادنجان» تغییر یافته است.
در روایت دیگری می‌گویند علت نام گذاری بادمجان این است که این گیاه تا وقتی به دمش وصل باشد می‌تواند تازه باقی بماند و به اصطلاح جان داشته باشد اما به محض کنده شدن دمش، پلاسیده می‌شود.
یافته‌های ادبی، اثر نصرالله احمدی مهر

## تاریخچه
منشأ این گونهٔ گیاه از خانواده سیب‌زمینی است که از قدیم در آسیا وجود داشته است. نخستین متن نوشتاری شناخته‌شده در مورد بادنجان در رسالهٔ چینی Qimin Yaoshu دیده می‌شود که در سال ۵۴۴ کامل شده است. نام‌های متعدد عربی و شمال آفریقایی برای این گیاه، همچنین نبودِ نام‌های یونانی و رومی باستان، نشان می‌دهد که این گیاه در اوایل قرون وسطی توسط عرب‌ها و در سراسر حوضه مدیترانه معرفی شده بود.
این گیاه عضوی از خانوادهٔ سیب‌زمینی است که از قدیم در آسیا وجود داشته است. یک کتاب در زمینهٔ کشاورزی نوشته ابن العوام در سدهٔ دوازدهم در اندلس چگونگی کشت بادنجان را توصیف می‌کند. اسنادی هم در این مورد از کاتالان و اسپانیای بعد از قرون وسطی وجود دارد.
تا سدهٔ شانزدهم در انگلستان مطلبی در مورد بادنجان ثبت نشده است. در یک کتاب گیاه‌شناسی انگلیسی در سال ۱۵۹۷ آمده است:
این میوه در مصر تقریباً در هر جایی رشد می‌کند … و میوه‌ای به بزرگی خیار می‌دهد… ما این میوه را در باغ‌های لندن داشتیم، در آنجا گل داد ولی با نزدیک شدن زمستان پیش از رسیدن از بین رفت. با وجود آنکه در سالی که هوا فوق‌العاده معتدل بود میوه‌ای بزرگ‌تر از یک تخم غاز داد اما هرگز به‌طور کامل نرسید.

### فولکلور
با توجه به ارتباط گیاه با سایر گونه‌های دیگر بادنجانیان، زمانی فکر می‌کردند که بسیار سمّی است. گل‌ها و برگ‌ها می‌توانند به دلیل وجود سولانین در صورت مصرف زیاد سمّی باشند.
بادنجان جای خاصی در فولکلور دارد. در فولکلور سنتیِ ایتالیاییِ سدهٔ سیزدهم، بادنجان می‌تواند موجب دیوانگی شود. در مصر سدهٔ نوزدهم، گفته می‌شد: در فصل تابستان و فراوانی بادنجان، دیوانگی «رایج‌تر و خشن‌تر» می‌شود.

## گونه‌ها

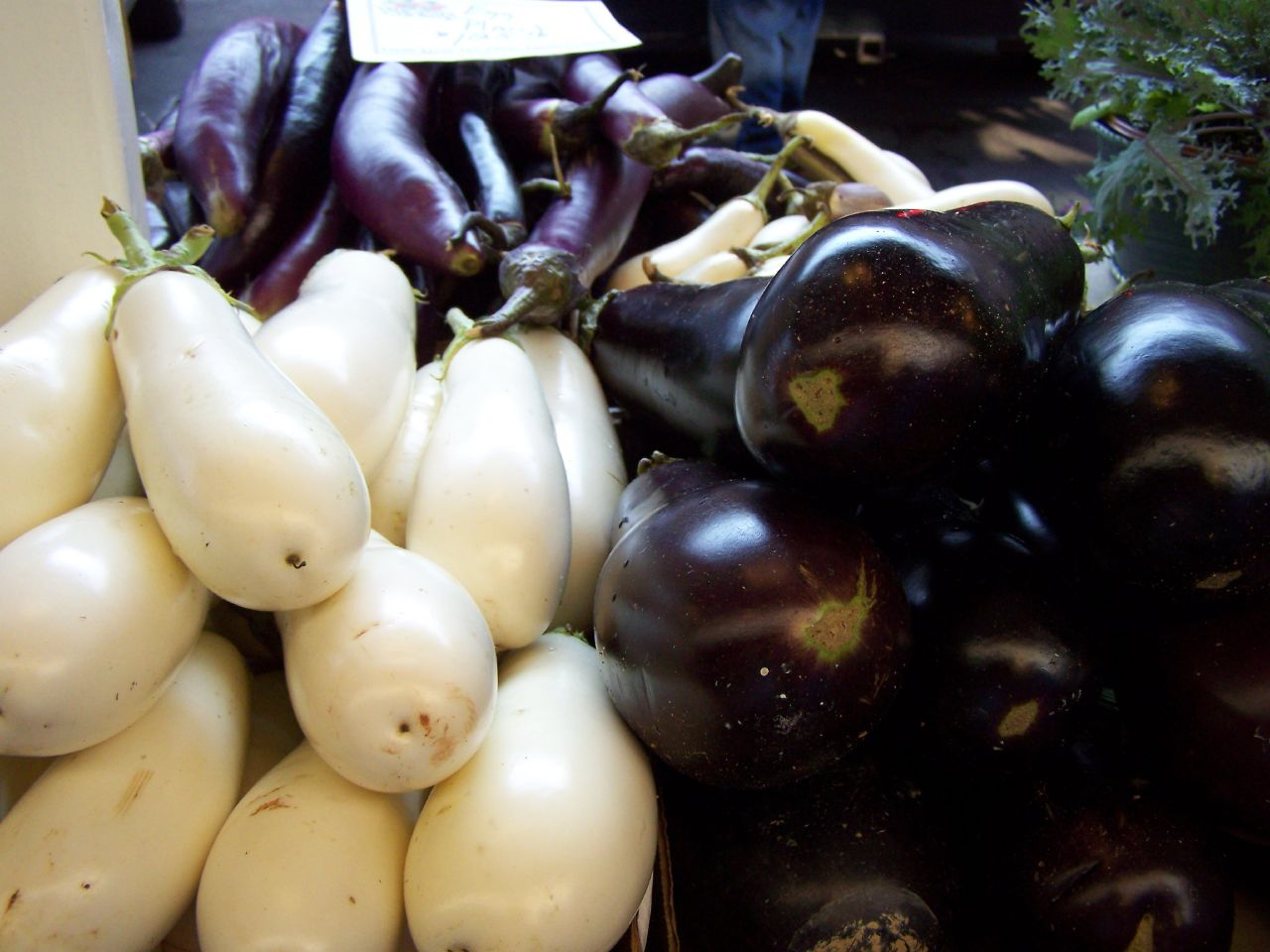
سه رقم بادنجان

گونه گوناگونی گیاه میوه‌هایی در اندازه، شکل و رنگ‌های مختلف می‌دهند، گرچه گاهی بنفش هستند. رایج‌ترین گونه کشت‌شدهٔ گونه بادنجان در اروپا و آمریکای شمالی تخم‌مرغی‌شکل و کشیده است و ۱۲ الی ۲۵ سانتی‌متر طول و ۶ الی ۹ سانتی‌متر پهنا و پوست بنفش تیره دارد.
گونه‌های گسترده‌ای از اشکال بادنجان، با اندازه‌ها و رنگ‌های مختلف در هند و دیگر نقاط آسیا رشد می‌کند. گونه‌های بزرگ‌تر با وزن بیش از یک کیلوگرم در منطقهٔ بین رودخانه‌های گنگ و یامونا رشد می‌کنند در حالی که بادنجان‌های کوچک‌تر در جاهای دیگر یافت می‌شوند. رنگ‌های بادنجان از سفید تا زرد یا سبز، و همچنین بنفش مایل به قرمز و بنفش تیره متفاوتند.
بعضی از ارقام دارای شیب رنگی سفید در ساقه، به رنگ صورتی روشن، بنفش تیره یا حتی سیاه است. گونه سبز یا بنفش با نوارهای سفید نیز وجود دارد. گونه چینی معمولاً شکل یک خیار باریک و کمی آویزان هستند. همچنین ارقام آسیایی ژاپنی کشت می‌شوند.

### انواع بادمجان
- بادمجان معمولی یا بادنجان آمریکایی با (نام علمی: Solanum melongena L. var. esculentum) شامل جوره‌های سفید با ارقام زیادی است.
- بادمجان قلمی (نام علمی: Solanum melongena L. var. serpentinum)
- بادمجان پاکوتاه (نام علمی: Solanum melongena L. var. depressum)

هر یک از گونه‌های ذکر شده در بالا، به سه رنگ سفید، بنفش مایل به قرمز و بنفش مایل به سیاه دیده می‌شوند. در ایران بادنجان به سه دستهٔ قلمی (قصری)، دلمه‌ای و معمولی تقسیم می‌شود.

## آشپزی و آماده‌سازی
بادنجان جزو غذاهای بسیاری از کشورها است. با توجه به بافت و حجم آن، گاهی به عنوان یک جایگزین گوشت در غذاهای گیاه‌خوران و دستورهای آشپزی آن‌ها مورد استفاده قرار می‌گیرد. با بادنجان می‌توان کوفته قلقلی بدون گوشت درست کرد که در پاستا، رول فرانسوی یا عنوان چاشنی کنار پیش‌غذا مصرف می‌شوند. گوشت میوه همانند گوجه‌فرنگی نرم است. دانه‌های زیادی دارد که همانند بقیهٔ قسمت‌های گیاه نرم و خوردنی هستند. پوست آن هم قابل‌خوردن است. بادنجان را می‌توان به شیوه‌های مختلفی مانند سرخ کردن، گریل کردن، کباب کردن، پختن روی گاز و به صورت شکم‌پر مصرف کرد.

## بزرگ‌ترین تولیدکنندگان بادنجان در جهان

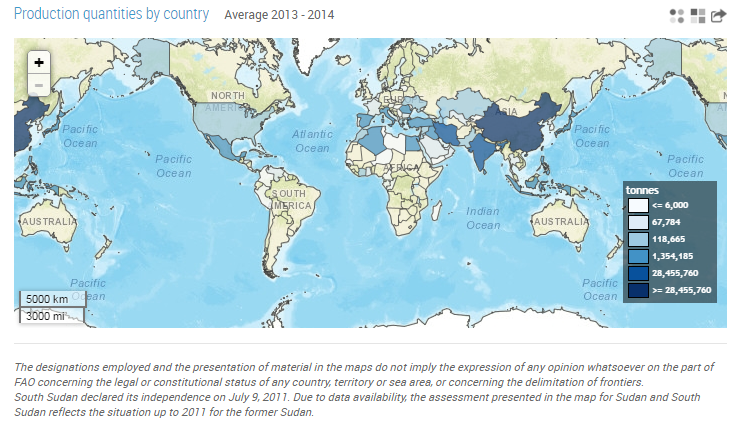
تولید بادنجان در سال ۲۰۱۳ در کشورهای مختلف جهان

در سال ۲۰۲۱، تولید جهانی محصولات بادنجان ۵۸ میلیون تن بود. در آن سال تقریباً ۱٫۸ میلیون هکتار در جهان به کشت بادنجان اختصاص داده شد. بیش از ۶۳٪ از این محصولات تنها از چین به دست آمد. هند (۲۲ درصد از محصول کل جهان)، مصر، ترکیه و اندونزی هم از تولیدکننده‌های اصلی بودند.
| کشورهای اصلی تولیدکنندهٔ بادنجان در سال (۲۰۲۱) | کشورهای اصلی تولیدکنندهٔ بادنجان در سال (۲۰۲۱) | کشورهای اصلی تولیدکنندهٔ بادنجان در سال (۲۰۲۱) | کشورهای اصلی تولیدکنندهٔ بادنجان در سال (۲۰۲۱) |
| رتبه                                          | کشور                                          | تولید (میلیون تن)                             | منطقهٔ برداشت‌شده (۱٬۰۰۰ هکتار)                 |
| --------------------------------------------- | --------------------------------------------- | --------------------------------------------- | --------------------------------------------- |
| ۱                                             | چین                                           | ۳۷٫۴                                          | ۷۸۱٫۹                                         |
| ۲                                             | هند                                           | ۱۲٫۹                                          | ۶۶۴٫۰                                         |
| ۳                                             | مصر                                           | ۱٫۳                                           | ۴۸٫۶                                          |
| ۴                                             | ترکیه                                         | ۰٫۸                                           | ۲۴٫۸                                          |
| ۵                                             | اندونزی                                       | ۰٫۷                                           | ۲۲٫۰                                          |
| +                                             | جهان                                          | ۵۸٫۶                                          | ۱۷۹۴٫۰                                        |

## ارزش غذایی
بادنجانِ خام از ۹۲٪ آب، ۶٪ کربوهیدرات، ۱٪ پروتئین و مقدار ناچیزی چربی تشکیل شده است. (جدول) این گیاه مقدار کمی از مواد مغذی ضروری را فراهم می‌کند، تنها منگنز دارای درصد متوسط (۱۱٪) مقدار روزانه است. در ترکیب مواد مغذی با توجه به فصل، محیط کشت (مزرعهٔ باز یا گلخانه) و ژنوتیپ تغییرات جزئی رخ می‌دهد.

## شیمی
رنگ ارقامی که پوست بنفش دارند به علت آنتوسیانین nasunin است.
قهوه‌ای شدن گوشت بادنجان پس از پوست کندن، مانند فراوان‌ترین ترکیب فنول در میوه، اسید کلروژنیک به دلیل اکسیداسیون پلی‌فنلها است.

## ترشی بادنجان
ترشی بادنجان یکی از محبوب‌ترین ترشی‌ها در میان ایرانیان و مردم خاورمیانه است که معمولاً در فصل تابستان آن را تهیه و در طول سال مصرف می‌کنند. ترشی بادنجان به روش‌های مختلفی مانند ترشی بادنجان شکم‌پر، ترشی بادنجان کبابی، ترشی لیتهٔ بادنجان و غیره و با چاشنی‌های متفاوتی تهیه می‌شود.